# Декември
Декември е името на дванадесетия, последен месец от годината според григорианския календар и има 31 дни.

## Етимология
Името на месец декември произлиза от латинската дума decem (десет), тъй като е десетият месец според римския календар, който започва през март. С въвеждането на юлианския календар за начало на годината се определя датата 1 януари и декември става дванадесетият месец.
Старото славянско име на месеца е  (студен). Прабългарите наричали този месец Алтом, а народът – снеговей.

## Метеорология
Декември е първият типично зимен месец. Обикновено първата за зимата снежна покривка над 5 cm се образува още през първите дни от месеца. Още тогава максималните температури стават вече типично зимни – от 1 – 2 до не повече от 5 – 6 градуса, а сутрин, особено при ясно време падат до стойности от минус 10 до минус 5. Дори и на морския бряг още през първите си дни декември е доста студен – около 4 – 5 градуса, само в крайните югозападни райони от България температурите достигат до 6 – 8 градуса над нулата. При преминаването на всеки циклон се появява умерен и силен северен или североизточен вятър, при което се създават условия за първите „ледени“ дни с максимални температури от минус 6 до минус 1 – 0 градуса. Нерядко обаче се случва дори през декември, особено през първата му половина, да има поредица от 4 – 5 слънчеви дни с температури достигащи до 10 – 12 градуса през деня, дори и по-високи. През втората си половина декември остава студен и сравнително снежен, макар че през последните години все по-рядко се случва да има снежна Коледа или снежна Новогодишна нощ – съответно доста често температурите в полунощ на Нова година са положителни – от 2 до 7 – 8 градуса.

## Събития
- На 25 декември християните празнуват Рождество Христово.